# Powiat Schönebeck
Powiat Schönebeck (niem. Landkreis Schönebeck) – istniejący do 1 lipca 2007 powiat w niemieckim kraju związkowym Saksonia-Anhalt. Cały obszar powiatu został włączony do nowo powstałego powiatu Salzland.
Stolicą powiatu Schönebeck było Schönebeck.

## Miasta i gminy
1. Calbe (Saale), miasto (10.874)
2. Förderstedt (5.814)

Wspólnoty administracyjne
Siedziba wspólnoty *
| - 1. Wspólnota administracyjna Elbe-Saale 1. Barby, miasto * (4.445) 2. Breitenhagen (509) 3. Glinde (278) 4. Gnadau (535) 5. Groß Rosenburg (1.756) 6. Lödderitz (241) 7. Pömmelte (660) 8. Sachsendorf (313) 9. Tornitz (590) 10. Wespen (238) 11. Zuchau (339) - 2. Wspólnota administracyjna Schönebeck 1. Plötzky (1.078) 2. Pretzien (938) 3. Ranies (378) 4. Schönebeck, miasto * (33.290) | - 3. Wspólnota administracyjna Südöstliches Bördeland 1. Biere * (2.431) 2. Eggersdorf (1.240) 3. Eickendorf (1.143) 4. Großmühlingen (1.059) 5. Kleinmühlingen (640) 6. Welsleben (1.835) 7. Zens (288) |